# Hylandpriset

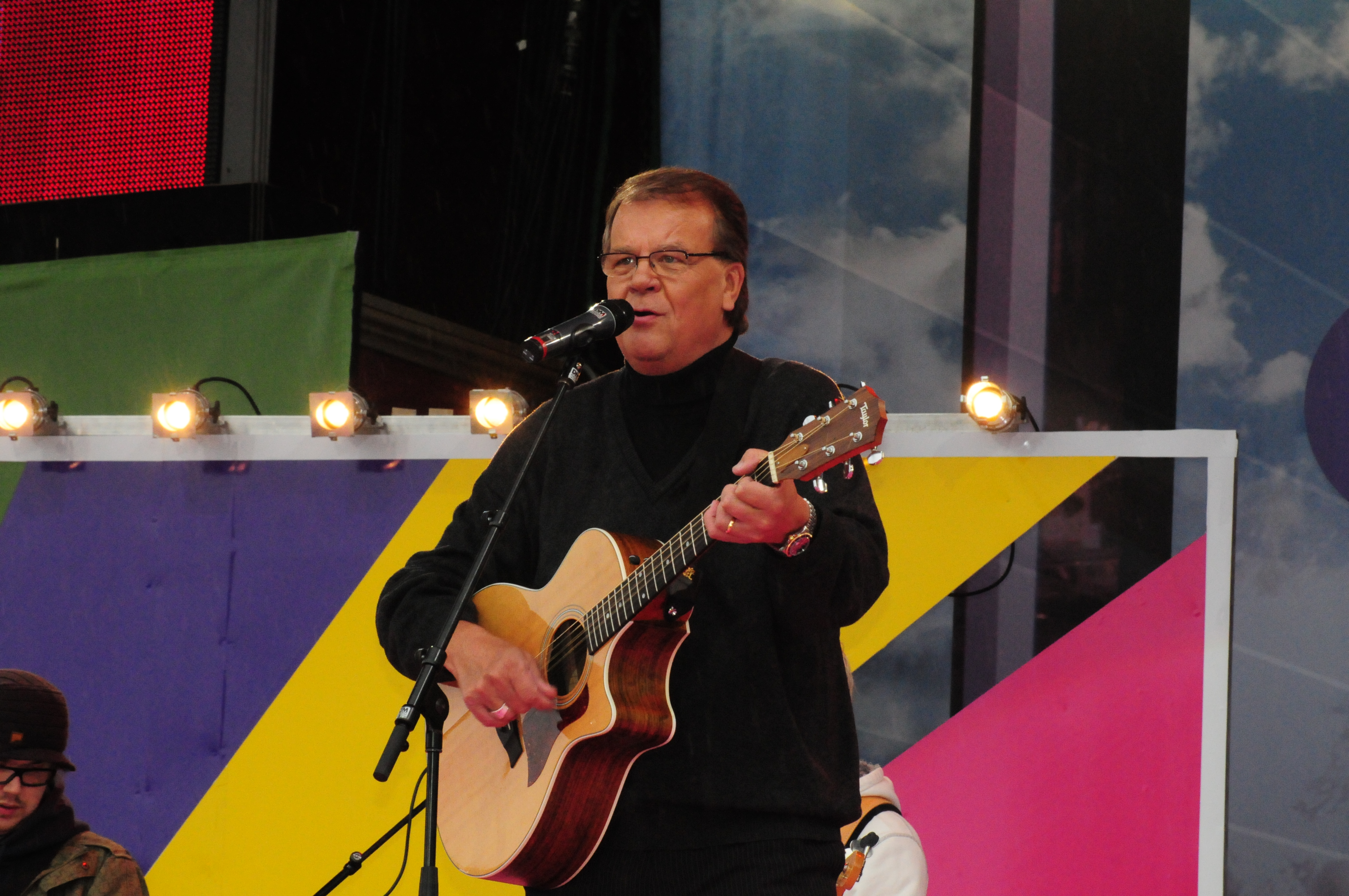
Lasse Berghagen vann Hylandpriset 1995

Hylandpriset är ett pris ursprungligen instiftat av Aller Media och Hänt i Veckan 1987. Priset är uppkallat efter den svenske TV-pionjären Lennart Hyland, en av Sveriges absolut största profiler inom radio- och tv, och delades ut till "årets mest populära TV-personlighet".
Efter ett långt avbrott återlanserades priset 2024 av podcasten TV-Fabriken med stöd från TV-mannen Niklas Hyland, brorson till Lennart Hyland. Priset kommer från 2024 årligen att delas ut till en "TV-stjärna som utvecklat tv-mediet i Lennart Hylands anda". 

## Pristagare

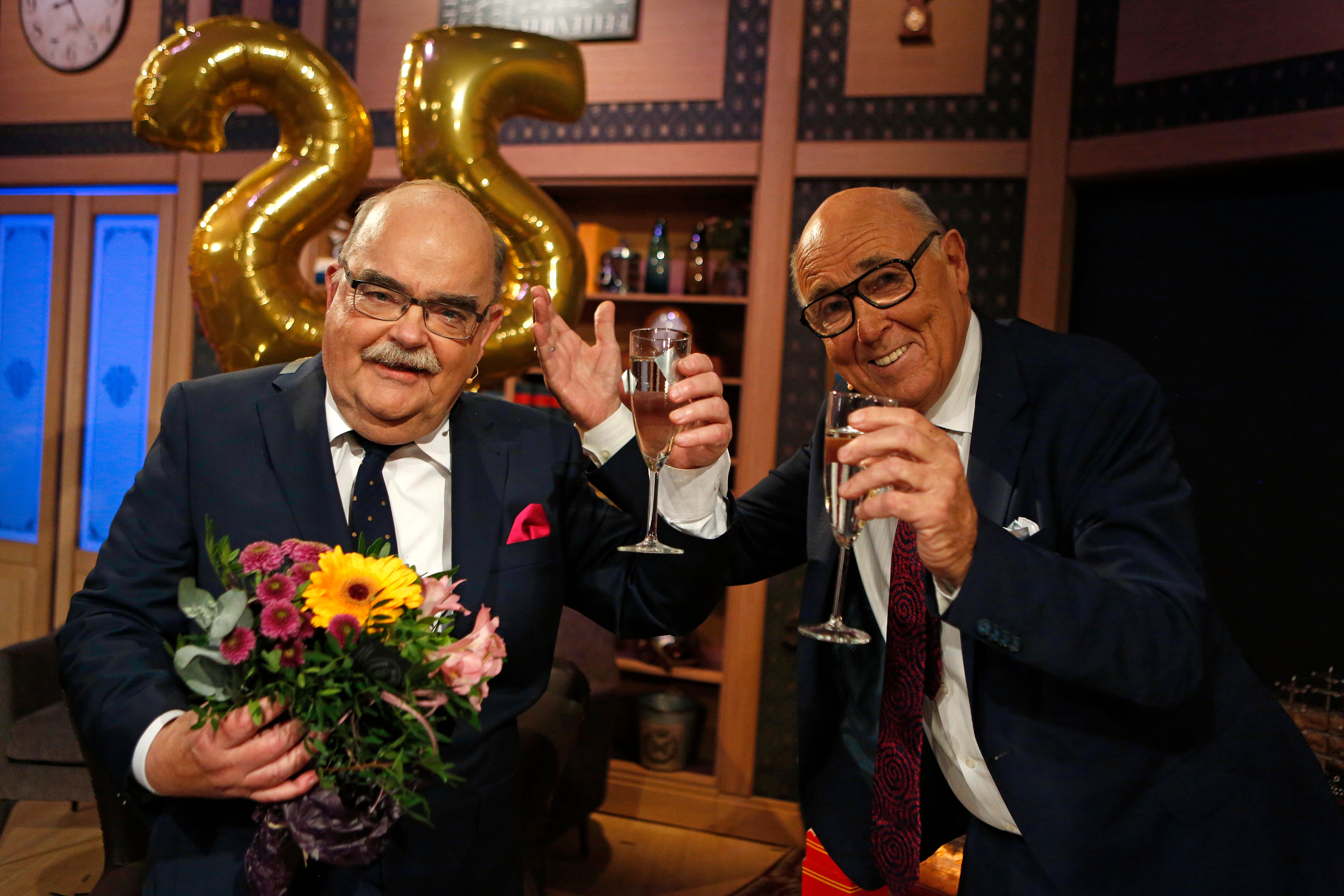
Vinnarna Leif "Loket" Olsson (1992) och Ingvar Oldsberg (1990)

- 1987 – Fredrik Belfrage (Gomorron Sverige)
- 1988 – Kjell Lönnå (Lekande lätt)
- 1989 – Berndt Egerbladh (Jag minns mitt 40/50/60-tal)
- 1990 – Ingvar Oldsberg (På spåret & Oldsberg - för närvarande)[4]
- 1991 – Stina Dabrowski (Dabrowski)
- 1992 – Leif "Loket" Olsson (Bingolotto)
- 1993 – Kristin Kaspersen (Uppdraget)
- 1994 – Maj Fant (Maj Fant)
- 1995 – Lasse Berghagen (Allsång på Skansen)
- 1996 – Lena Liljeborg (Mitt i naturen)[5]

Källa:

### Relansering
- 2024 – Bianca Ingrosso[6]